# Großkarlbach
Großkarlbach település Németországban, Rajna-vidék-Pfalz tartományban. Lakosainak száma 1144 fő (2023. december 31.).

## Népesség
A település népességének változása:
| Lakosok száma | 900  | 1168 | 1166 | 1160 | 1162 | 1144 |
|               | 1975 | 2017 | 2019 | 2021 | 2022 | 2023 |